# Bíró József Árpád
vitéz Bíró József Árpád (1899–1949) Magyarország díjlovagló bajnoka, huszáralezredes.

## Élete
1899. január 1-jén született Prázsmáron (mai Prejmer, Románia). A hadiérettségi letétele után, 1918 tavaszán az olasz hadszíntérre vezényelték, ahol karpaszományos tüzérként sebesült meg. 1918-ban felvették a hivatásos csendőrtiszti állományba. A 20-as években oktató tiszt az Egyesített Csendőriskolák gyalogtanosztálya alosztályánál Cegléden, majd az ugyanott alakuló lovas-tanosztályánál, 1936-tól pedig Kiskunhalason. 1924-ben csendőr főhadnaggyá, 1930-ban csendőr századossá léptették elő. 1934-ben publikálta „Segédlet a lovarda megtartásához” című könyvét. 1937 és 1943 között Örkénytáborban, a Lovagló- és Hajtótanárképző Iskolában mint olimpiai lovas, majd az olimpiai díjlovaglócsoport vezetője tevékenykedett, 1941-ben áthelyezték a lovassághoz. 1942-ben alezredessé léptették elő. 1943-tól Nyíregyházán az 1. lovashadosztály-parancsnokság mozgósítási előadója, majd 1944-től ismét a Lovagló- és Hajtótanárképző Iskolán teljesített szolgálatot lovaglótanárként és alosztályparancsnokként. 1945-ben Csepregen szovjet hadifogságba esett, ahonnan 1948-ban tért vissza. 1949 elején az ÁVO börtönébe került, ahol a kihallgatás során életét vesztette. A 90-es években visszakapta elvett rendfokozatát, és ezredessé léptették elő.

## Sporteredményei és kitüntetései
Négyszeres magyar díjlovagló bajnok (1940-től). 1992-ben posztumusz megkapta a Magyar Lovas Szövetség legnagyobb kitüntetését, a Gróf Széchenyi István Emlékérmet
- Első Osztályú Ezüst Vitézségi Érem
- Károly-csapatkereszt
- Kormányzói Dicsérő Elismerés

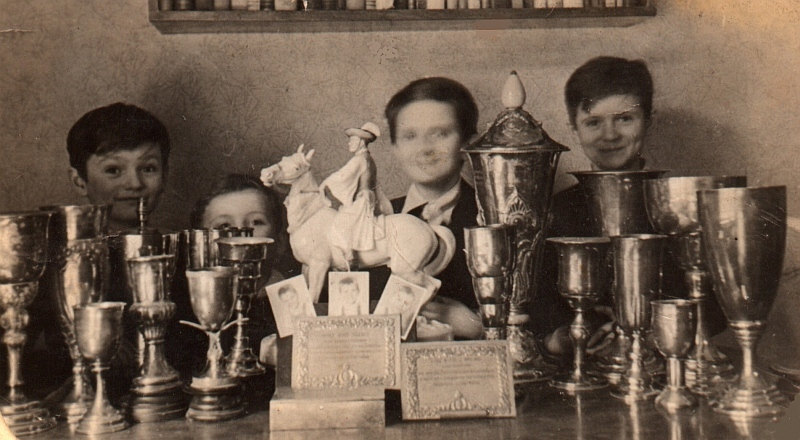
Bíró József Árpád serlegei, a háttérben fiai: József, Mátyás, Zoltán és unokatestvérük, Csaba

- Magyar Koronás Ezüstérem és Bronzérem
- Sebesültek Érem
- Háborús Emlékérem
- III. O. Tiszti Katonai Szolgálati Jelvény
- Felvidéki Emlékérem